# 越谷市立大袋中学校
越谷市立大袋中学校（こしがやしりつ おおぶくろちゅうがっこう）は、埼玉県越谷市大竹にある公立中学校。

## 概要
FacebookやTwitterのソーシャル・ネットワーキング・サービスなどインターネットを活用した授業や指導を積極的に行なっている。2011年には授業の様子がテレビで紹介された。2013年にはキャリア教育優良学校として平成24年度文部科学大臣表彰を受賞した。

## 沿革
- 1960年4月1日 - 越谷市立新方中学校、越谷市立桜井中学校、越谷市立大袋中学校を廃止して越谷市立北中学校を設置[8]
- 1980年4月1日 - 越谷市立北中学校から分離（この日が開校日になっている）[8][9]

## 教育目標
- 創造
- 信頼
- 健康[10]

## 部活動

### 運動部
- 野球部
- ソフトボール部
- 陸上競技部
- 男子ソフトテニス部
- 女子ソフトテニス部
- 男子バスケットボール部
- 女子バスケットボール部
- 女子バドミントン部
- バレーボール部
- 卓球部
- サッカー部[11]

### 文化部
- 吹奏楽部
- 将棋部
- 美術部
- 日本文化部[11]

## 通学区域
- 大竹 - 一部
- 大林 - 一部
- 大房 - 一部
- 大道 - 一部
- 恩間 - 一部
- 上間久里 - 一部
- 下間久里 - 一部
- 袋山 - 一部
- 南荻島 - 一部
- 大里 - 一部
- 西大袋土地区画整理事業地内 - 一部[12]